# Николај Миљутин
Николај Алексејевич Миљутин (рус. Никола́й Алексе́евич Милю́тин; 6. јун 1818 – 26. јануар 1872) био је руски државник. Он је био главни извршитељ великих либералних реформи предузетих током владавине Александра II, укључујући еманципацију кметова и успостављање земства.
Петер Кропоткин, анархиста, описао га је као „душу еманципације кметова у бирократским круговима“.

## Младост
Николај Миљутин је рођен у Москви 6. јуна 1818. године, потомак утицајне, али осиромашене, аристократске руске породице. Миљутинова браћа били су Владимир Миљутин (1826–55), друштвени филозоф, новинар и економиста, и Дмитриј Миљутин (1816–1912), који је био министар рата под Александром II.
Миљутинове године формирања протекле су на имању његовог оца, Титову, у Калушкој области. Кметови су обрађивали земљу у Титову, док је Миљутинов отац највише времена проводио у лову и дружењу са пријатељима. Миљутиновој мајци је препуштено да надгледа већину аспеката живота на њиховом имању. Према Миљутину, у Титову је било толико кметова да би „било немогуће све набројати“. Док је Миљутин из својих објављених мемоара углавном изоставио неугодније аспекте живота у Титову, необјављени нацрт, који детаљно описује његово детињство, говори о бруталности са којом се његов отац понашао према својим кметовима. Једном приликом Миљутин је био сведок како његов отац „немилосрдно” бичевап једног од њихових кметова, како је касније објаснио: „Али такви су били обичаји у то време: добар земљопоседник је сматрао да је [бичевање] неизбежно да своје кметове држи у реду.“ Након тога, као што је тада била уобичајена пракса, кмета су натерали да дође и „захвали господару“ што му је одржао „лекцију“. Инцидент је оставио неизбрисив утисак на Миљутинов ум.

## Каријера
Миљутин је дипломирао на Московском универзитету и придружио се Министарству унутрашњих послова 1835. године. Човек либералних погледа, симпатисао је словенофилке ставове. Миљутин је помогао реформу општинске управе у Санкт Петербургу, Москви и Одеси током 1840-их.
Као помоћник министра унутрашњих послова од 1859. године, успео је да одбрани своју визију амбициозних либералних реформи од напада конзервативаца и узнемиреног племства. Манифест о еманципацији из 1861. у великој мери је сам саставио. До доношења закона, Миљутин је био помоћник министра унутрашњих послова Сергеја Ланског. Међутим, цар није имао поверења у Миљутина као „немирног и бескомпромисног реформатора“. Међутим, након доношења овог акта, разрешен је дужности.
Током Јануарског устанка послат је у Пољску да тамо спроведе реформе. Осмислио је програм који је укључивао еманципацију сељаштва на рачун националистичких земљопоседника и избацивање римокатоличких свештеника из школа. Више од седам стотина хиљада пољских сељака добило је слободну земљу за пољопривреду као резултат Миљутинових реформи. У Варшави је основан руски универзитет и сви часови у средњој школи су морали да се држе на руском, а не на пољском. Коначно, имовина католичке цркве је конфискована и продата. Иако се Миљутин раније противио „директној и отвореној русификације “ Пољске, према једном биографу, историчару В. Брусу Линколну, Миљутинове реформе су ефективно „убрзале долазак строге политике русификације“ у Пољској.
Миљутин је поднео оставку на функцију у децембру 1866, након што је доживео паралитички удар, и провео остатак живота повучено. Умро је 26. јануара 1872. у Москви.